# Досталь, Карел
Ка́рел До́сталь (чеш. Karel Dostal; 14 марта 1884, Нимбурк — 1 марта 1966, Прага) — чешский актёр и режиссёр.

## Биография
Родился 11 марта 1884 года в Нимбурке в семье совладельца пивоваренного завода Леопольда Досталя и бывшей актрисы театра Марии Хорске-Калмюнцеровой. Вся семья была артистической — его братья и сёстры в основном также занимались театром или живописью.
Карел окончил чешское реальное училище в Праге, а затем в течение двух лет учился на философском факультете Карлова университета. Затем он поступил в Институт драматических искусств в Берлине к Эмануэлю Райхеру. В 1908—1910 годах Карел Досталь играл в Берлине у режиссёра Эмила Гейера, а в 1910—1912 годах — в Немецком театре в Берлине Макса Рейнхардта. В 1912 году он был членом Мейнингенского придворного театра в Тюрингии, а в 1913 году исполнил поэзию на Гётевском фестивале в Дюссельдорфе.
В 1915 году Карел Досталь поступил на службу в армию. Участвовал в сражениях на итальянском фронте и получил ранения. До окончания Первой мировой войны играл на Новой венской сцене (нем. Neue Wiener Bühne).
В 1919 году Карел Досталь выступал в качестве гостя на сцене Национального театра. По инициативе Ярослава Квапила в сезоне 1919—1920 годов он стал первым режиссёром театра в Ческе-Будеёвице. В 1920 году он должен был стать директором Словацкого национального театра в Братиславе. Однако предпочёл место актёра и режиссёра в театре в Виноградах, где он работал в 1920—1922 годах.
С 1922 по 1955 год работал в Национальном театре в Праге. После ухода из Национального театра Карел Досталь руководил муниципальными театрами в Праге, а в 1958—1959 годах был директором Восточно-чешского театра в Пардубице.
Умер 1 марта 1966 года в Праге. Похоронен на Ольшанском кладбище.